# Campeonato Português da Primeira Divisão de Hóquei em Campo Feminino (9x9) de 2017-18
O Campeonato Português da Primeira Divisão de Hóquei em Campo Feminino de 2017/2018 foi a 19ª edição, competição organizada pela Federação Portuguesa de Hóquei, É disputada por 9 equipas, em duas fases. O Grupo Desportivo do Viso conquistou o seu 1º Título.

## Apuramento Campeão
1º/2º - 27/05/2018 – GD Viso - Lisbon Casuals HC, 3 - 2
3º/4º - 27/05/2018 - CF Benfica - Casa Pia AC, 5 – 0

## Classificação Grupo A
|    | Classificação Grupo A | J | V | E | D | GM | GS | Dif. | Pts |
| -- | --------------------- | - | - | - | - | -- | -- | ---- | --- |
| 1. | GD Viso SF            | 3 | 3 | 0 | 0 | 10 | 3  | +7   | 9   |
| 2. | Lisbon Casuals HC SF  | 3 | 2 | 0 | 1 | 10 | 5  | +5   | 6   |
| 3. | CF Benfica SF         | 3 | 1 | 0 | 2 | 5  | 5  | 0    | 3   |
| 4. | Casa Pia AC SF        | 3 | 0 | 0 | 3 | 0  | 12 | -12  | 0   |

Fase Final CNHC SF 2017/18 de 26 a 27 Maio 2018

## Calendário
|                      | GDV | LCHC | CFB | CPAC |
| GD Viso SF           |     | 4-2  | n/a | 4-0  |
| Lisbon Casuals HC SF | n/a |      | 3-1 | n/a  |
| CF Benfica SF        | 1-2 | n/a  |     | 3-0  |
| Casa Pia AC SF       | n/a | 0-5  | n/a |      |

## Prémios Individuais
Melhor Marcadora - Maria Leitão (LCHC)
Melhor Guarda Redes - Ana Guerra (CPAC) 
Melhor Jogadora - Joana Santos (GDV)

### Melhores Marcadores
| Pos. | Nome            | Equipa            | Golos                            |
| ---- | --------------- | ----------------- | -------------------------------- |
| 1    | Maria Leitão    | Lisbon Casuals HC | Golos FA - 9 Pontos FF (x2) - 17 |
| 2    | Cláudia Fidalgo | Lisbon Casuals HC | Golos FA - 8 Pontos FF (x2) - 14 |
| 3    | Raquel Pinto    | GD Viso SF        | Golos FA - 7 Pontos FF (x2) - 13 |

## Classificação Zona Norte
|    | Clasificação Zona Norte 2017-2018 | J | V | E | D | GM | GS | Dif. | Pts |
| -- | --------------------------------- | - | - | - | - | -- | -- | ---- | --- |
| 1. | AD Lousada S15                    | 6 | 4 | 0 | 2 | 27 | 26 | +1   | 12  |
| 2. | GD Viso SF                        | 6 | 3 | 0 | 3 | 24 | 13 | +11  | 9   |
| 3. | CFU Lamas S15                     | 6 | 3 | 0 | 3 | 14 | 17 | -3   | 9   |
| 4. | AA Espinho S15                    | 6 | 2 | 0 | 4 | 16 | 25 | -9   | 6   |

## Calendário
|                | ADL 15 | GDV SF | CFUL 15 | AAE 15 |
| AD Lousada S15 |        | 3-2    | 4-2     | 9-4    |
| GD Viso SF     | 12-2   |        | 4-0     | 3-2    |
| CFU Lamas S15  | 4-2    | 3-2    |         | 4-3    |
| AA Espinho S15 | 2-7    | 3-1    | 2-1     |        |

### Melhores Marcadores Zona Norte
| Pos. | Nome         | Equipa               | Golos |
| ---- | ------------ | -------------------- | ----- |
| 1    | José Barros  | AD Lousada S15       | 14    |
| 2    | Tiago Silva  | CFU Lamas-Hóquei S15 | 9     |
| 3    | Raquel Pinto | GD Viso SF           | 7     |

## Classificação Zona Sul
|    | Clasificação Zona Sul 2017-2018 | J | V | E | D | GM | GS | Dif. | Pts |
| -- | ------------------------------- | - | - | - | - | -- | -- | ---- | --- |
| 1. | Lisbon Casuals HC SF            | 8 | 6 | 1 | 1 | 32 | 12 | +20  | 19  |
| 2. | CF Benfica S15                  | 8 | 6 | 1 | 1 | 25 | 10 | +15  | 19  |
| 3. | Casa Pia AC S15                 | 8 | 4 | 1 | 3 | 23 | 16 | +7   | 13  |
| 4. | CF Benfica SF                   | 8 | 2 | 1 | 5 | 12 | 20 | -8   | 7   |
| 5. | Casa Pia AC SF                  | 8 | 0 | 0 | 8 | 3  | 37 | -34  | 0   |

## Calendário
|                      | LCHC SF | CFB 15 | CPAC 15 | CFB SF | CPAC SF |
| Lisbon Casuals HC SF |         | 5-0    | 4-3     | 5-1    | 5-0     |
| CF Benfica S15       | 3-1     |        | 3-2     | 0-0    | 11-0    |
| Casa Pia AC S15      | 4-4     | 0-3    |         | 6-0    | 3-0     |
| CF Benfica SF        | 1-4     | 1-2    | 1-2     |        | 5-0     |
| Casa Pia AC SF       | 0-4     | 1-3    | 1-3     | 1-3    |         |

### Melhores Marcadores Zona Sul
| Pos. | Nome            | Equipa               | Golos |
| ---- | --------------- | -------------------- | ----- |
| 1    | Maria Leitão    | Lisbon Casuals HC SF | 9     |
| 2    | Sérgio Smirnov  | CF Benfica S15       | 9     |
| 3    | Cláudia Fidalgo | Lisbon Casuals HC SF | 8     |